# Where Are We Now?
Singles de David Bowie
Golden Years — David Bowie vs KCRW
(2011) The Stars (Are Out Tonight)
(2013)
Pistes de The Next Day
Love Is Lost
(4) Valentine's Day
(6)
Where Are We Now? est une chanson de David Bowie. C'est le premier extrait de son vingt-quatrième album studio The Next Day. À la surprise générale après dix ans d'absence du chanteur, elle est publiée sur iTunes le 8 janvier 2013. Ses paroles évoquent avec nostalgie le Berlin de la fin des années 1970, où l'auteur vivait alors.

## Description

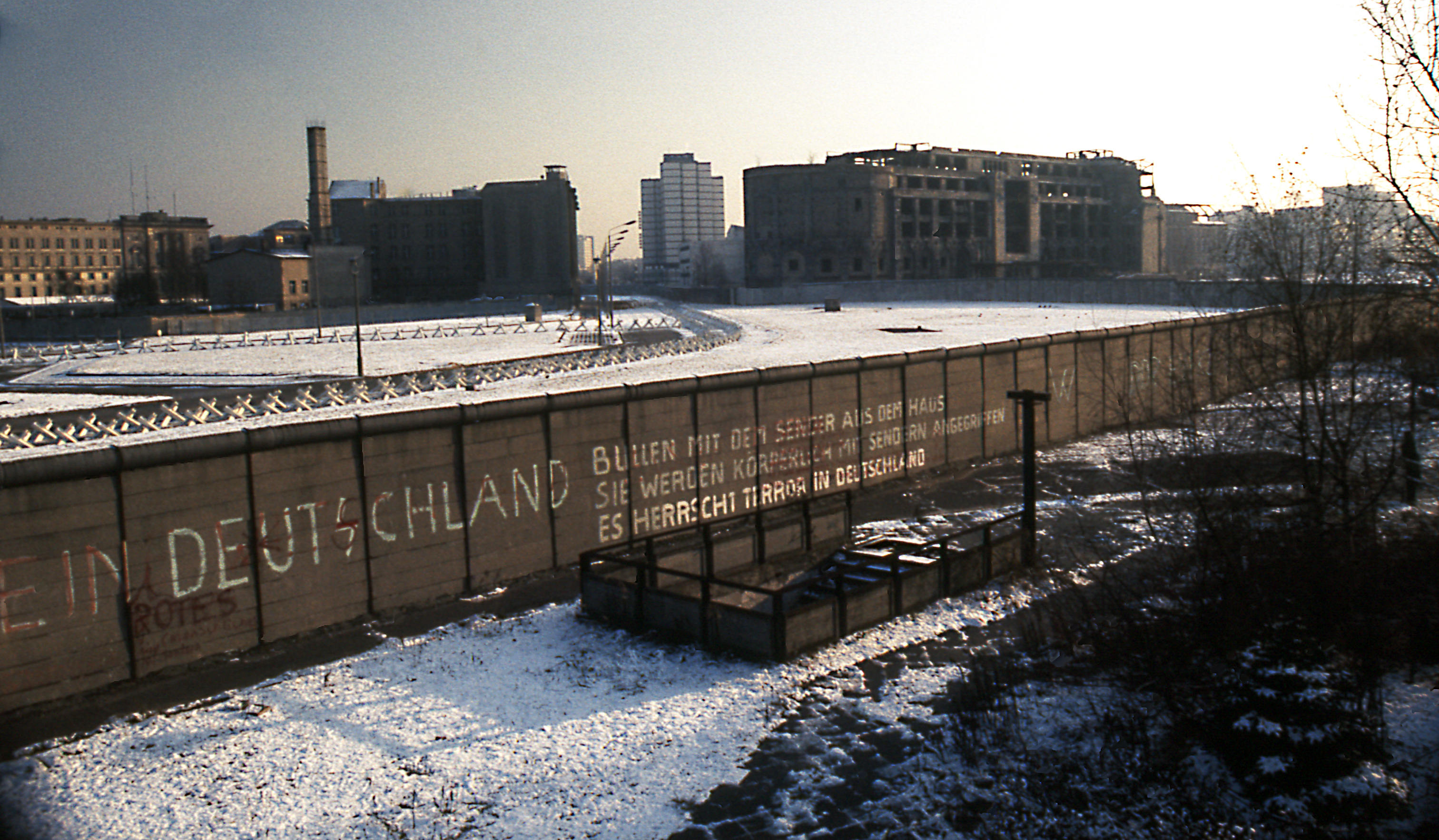
Le Mur de Berlin partageait la Potsdamer Platz, novembre 1975.

Ses paroles évoquent avec nostalgie la ville de Berlin, où Bowie a vécu quelque temps à la fin des années 1970. Elles citent la Potsdamer Platz, la Nürnberger Straße (de), le pont de Böse (de), le Dschungel (de) (une boîte de nuit, fermée en 1993) et le KaDeWe (un grand magasin), des lieux dont Bowie, Tony Visconti, Iggy Pop et Coco Schwab étaient alors habitués.
L'auteur, en « homme perdu dans le temps »  y confronte le Berlin d'alors et la ville réunifiée de 2013 :
« Had to get the train from Potsdamer Platz
You never knew that, that I could do that. »
« J'ai dû prendre le train de Potsdamer Platz
Tu n'aurais jamais pensé ça, que je puisse faire ça. »
Le titre de la chanson est une phrase qui figure en exergue du premier long métrage de son fils Duncan Jones, Moon (2009). Pour le traduire, Jérôme Soligny hésite entre « Où (en) sommes-nous maintenant ? », « Alors, on fait quoi ? » voire « Ne l'avais-je pas prédit ? », et suggère que le we représentent ceux qu'il a aimés, Hermione Farthingale à l'évidence, Coco Schwab sans doute, Iggy Pop peut-être.
Lors d'un exercice où Bowie associe trois mots à chacune des chansons de l'album, il retient pour celui-ci interface, flitting et Mauer (« interface, voltigeant  » et « mur » en allemand).
Bowie opte pour une voix d'apparence fragile, cohérente avec l'émotion qui se dégage des paroles et qu'on retrouve aussi sur Letter to Hermione ou The London Boys, pratiquement nue. Certains commentateurs, qui y voient la marque du vieillissement du chanteur, devront revoir leur copie quand ils entendront le reste de l'album.

## Clip vidéo
Le clip est tourné en deux jours dans le studio de Tony Oursler. Sur un fond d'images granuleuses d'un Berlin de jadis en noir et blanc, le visage de Bowie et celui d'une femme sont projetés sur une figurine bicéphale. La femme est Jacqueline Humphries, la compagne d'Oursler, choisie par Bowie pour sa ressemblance avec son assistante et amie Coco Schwab qui vivait alors avec lui à Berlin. 
Dans le capharnaüm de l'atelier où est la figurine, différents objets constituent autant d'indices à analyser par les spécialistes de l'œuvre du chanteur : un diamant, un chien, un flocon de neige, un globe oculaire, une balle de baseball, une oreille géante, une bouteille vide ou encore un cobra statufié. Vers la fin du film, Bowie apparait en pied, portant un t-shirt floqué M/S Song of Norway, référence évidente dans une chanson aussi nostalgique à la comédie musicale Song of Norway pour le tournage de laquelle sa petite amie Hermione Farthingale l'avait quitté en 1969 ; il chante alors « as long as there's fire », « tant qu'il y a du feu ».

## Enregistrement
Les instruments sont enregistrés le 13 septembre 2011, et la voix de Bowie le 22 octobre.

## Sortie et accueil
David Bowie n'a pas sorti de nouvelle chanson depuis Reality et n'était pas apparu en concert depuis 2006, l'opinion publique estime qu'il a pris sa retraite. Cependant, le matin de son soixante-sixième anniversaire,  le 8 janvier 2013 à 5 h du matin, Where Are We Now? est discrètement mis à disposition sur iTunes, accompagné d'informations sur le nouvel album à venir de Bowie, The Next Day. Dans la soirée qui précède, quelques journalistes spécialisés ou influenceurs seulement ont été mis dans la confidence. Les fans découvrant peu à peu l'existence du single et la nouvelle se propage à grande vitesse, relayée par la presse musicale et la radio. Le morceau se hisse rapidement en tête des téléchargements d'iTunes  et se classe sixième dans les charts britannique. Malgré l'attention médiatique entourant la sortie surprise, Bowie ne fait aucune apparition dans les médias et laisse le producteur Tony Visconti répondre aux médias, endossant comme le suggère un intervieweur le rôle de « voix sur terre » de Bowie.
Where Are We Now? devient le plus grand succès de Bowie depuis Absolute Beginners en 1986 et son dernier à entrer au top 10 après Jump They Say en 1993. Avec ce morceau, Bowie réalise l'exploit rare se placer dans le top 10 au UK Singles Chart sur cinq décennies différentes.
Le même jour, son clip paraît sur le site officiel de Bowie.
Ultérieurement le morceau est incorporé dans la pièce Lazarus.

## Musiciens
- David Bowie : chant, production, claviers
- Tony Visconti : ingénieur, mixage, production
- Gerry Leonard (en) : guitare
- Tony Levin : basse
- Henry Hey : piano
- Zachary Alford : batterie

## Liste des titres

### Format numérique
Single promo téléchargement numérique
| No | Titre             | Durée |
| -- | ----------------- | ----- |
| 1. | Where Are We Now? | 4:08  |

 Single téléchargement numérique ISO Records 886443826403
| No | Titre             | Durée |
| -- | ----------------- | ----- |
| 1. | Where Are We Now? | 4:08  |

### Format vinyle
Single 45 tours ISO Records/Columbia/Sony 88883705557
| 1. | The Stars (Are Out Tonight) | 3:55 |

| 1. | Where Are We Now? | 4:08 |

   Single 45 tours ISO Records/Columbia/Sony 88883704917
| 1. | The Stars (Are Out Tonight) | 3:55 |

| 1. | Where Are We Now? | 4:08 |

## Classements
| Classement (2013)                           | Meilleure place |
| ------------------------------------------- | --------------- |
| Allemagne (Media Control AG)                | 47              |
| Autriche (Ö3 Austria Top 40)                | 40              |
| Belgique (Flandre Ultratop 50 Singles)      | 5               |
| Belgique (Wallonie Ultratop 50 Singles)     | 7               |
| Corée du Sud (Gaon International Singles)   | 132             |
| Danemark (Tracklisten)                      | 2               |
| Espagne (PROMUSICAE)                        | 9               |
| États-Unis (Bubbling Under Hot 100 Singles) | 16              |
| France (SNEP)                               | 9               |
| Italie (FIMI)                               | 10              |
| Islande (Tonlist)                           | 30              |
| Irlande (IRMA)                              | 9               |
| Pays-Bas (Single Top 100)                   | 7               |
| Pays-Bas (Nederlandse Top 40)               | 28              |
| Royaume-Uni (UK Singles Chart)              | 6               |
| Suisse (Schweizer Hitparade)                | 52              |
| Japon (Hot 100)                             | 21              |
| Canada (Hot 100)                            | 59              |
| Australie (ARIA)                            | 78              |
| Grèce (Billboard Digital Songs)             | 9               |
| Israël (Media Forest)                       | 10              |
| Écosse (OCC)                                | 11              |